# Чемпіонат Південної Америки з футболу 1920
Чемпіонат Південної Америки з футболу 1920 року — четвертий розіграш головного футбольного турніру серед національних збірних Південної Америки. Турнір відбувався в Він'я-дель-Марі з 11 вересня по 3 жовтня 1920 року. Переможцем втретє стала збірна Уругваю, а попередній чемпіон Бразилія зазнала від уругвайців розгромної поразки з рахунком 0:6, яка залишалась для команди найбільшою аж до чемпіонату світу 2014 року, де вони поступились з рахунком 1:7 збірній Німеччини.

## Формат
Відбірковий турнір не проводився. Чотири учасники, Аргентина, Бразилія, Чилі і Уругвай, мали провети один з одним матч за круговою системою. Переможець групи ставав чемпіоном. Два очки присуджувались за перемогу, один за нічиєю і нуль за поразку. У разі рівності очок у двох лідируючих команд призначався додатковий матч.
Всі матчі були зіграні на стадіоні Вальпараїсо у Він'я-дель-Марі.

## Підсумкова таблиця
| Збірна    | І | В | Н | П | ГЗ | ГП | Р  | О |
| --------- | - | - | - | - | -- | -- | -- | - |
| Уругвай   | 3 | 2 | 1 | 0 | 9  | 2  | +7 | 5 |
| Аргентина | 3 | 1 | 2 | 0 | 4  | 2  | +2 | 4 |
| Бразилія  | 3 | 1 | 0 | 2 | 1  | 8  | −7 | 2 |
| Чилі      | 3 | 0 | 1 | 2 | 2  | 4  | −2 | 1 |

| 11 вересня 1920 |

| Бразилія     | 1–0 | Чилі |
| ------------ | --- | ---- |
| Алваріса 53' |     |      |

| Вальпараїсо, Він'я-дель-Мар Арбітр: Мартін Афестігай (Уругвай) |

| 12 вересня 1920 |

| Аргентина     | 1–1 | Уругвай        |
| ------------- | --- | -------------- |
| Ечеверрія 75' |     | П'єндібене 10' |

| Вальпараїсо, Він'я-дель-Мар Арбітр: Франсиско Хименес (Чилі) |

| 18 вересня 1920 |

| Уругвай                                                         | 6–0 | Бразилія |
| --------------------------------------------------------------- | --- | -------- |
| Романо 23', 60' Урдінаран 26' (пен.) Перес 29', 65' Камполо 48' |     |          |

| Вальпараїсо, Він'я-дель-Мар Арбітр: Карлос Фанта (Чилі) |

| 20 вересня 1920 |

| Чилі        | 1–1 | Аргентина      |
| ----------- | --- | -------------- |
| Боладос 30' |     | Дельявальє 13' |

| Вальпараїсо, Він'я-дель-Мар Арбітр: Жоан Де Мария (Бразилія) |

| 25 вересня 1920 |

| Аргентина                   | 2–0 | Бразилія |
| --------------------------- | --- | -------- |
| Ечеверрія 40' Лібонатті 73' |     |          |

| Вальпараїсо, Він'я-дель-Мар Арбітр: Мартін Афестігай (Уругвай) |

| 3 жовтня 1920 |

| Уругвай              | 2–1 | Чилі         |
| -------------------- | --- | ------------ |
| Романо 37' Перес 65' |     | Домінгес 60' |

| Вальпараїсо, Він'я-дель-Мар Арбітр: Карлос Фанта (Чилі) |

## Чемпіон

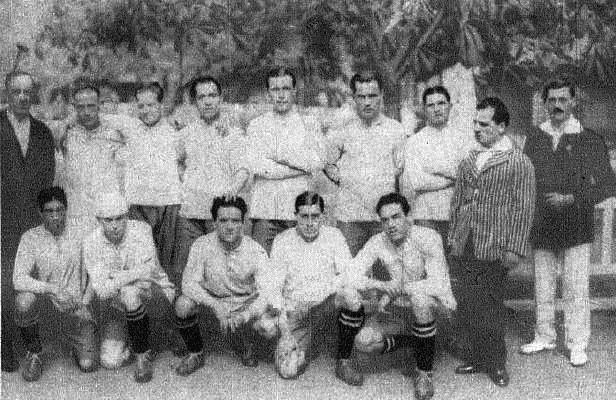
Збірна Уругваю — переможці турніру 1920 року.

| Чемпіон Південної Америки 1920 |
| ------------------------------ |
| Уругвай 3-й титул              |

## Найкращі бомбардири
3 голи
- Хосе Перес
- Анхель Романо

2 голи
- Рауль Ечеверрія